# Pro re nata
Pro re nata è una locuzione latina che significa "se necessario" o "a seconda delle circostanze" (letteralmente "per la cosa nata"). Nella terminologia medica, è spesso abbreviato PRN o P.R.N. e si riferisce alla somministrazione di farmaci "al bisogno", ovvero solo in determinate situazioni.

## Terminologia medica
Pro re nata si riferisce alla somministrazione di farmaci secondo una prescrizione la cui tempistica è lasciata al paziente, all'infermiere o al caregiver, al contrario del farmaco che è assunto secondo un programma fisso, principalmente giornaliero, noto anche come "dosaggio programmato".
Pro re nata non implica che il paziente possa assumere la quantità di medicinale che desidera, ma piuttosto che il medicinale possa essere assunto nel dosaggio prescritto, solo quando necessario; tale somministrazione non comporta e non consente il superamento della dose massima giornaliera. Questo aspetto di "solo se necessario, e solo fino a un certo massimo" differenzia i dosaggi pro re nata dai dosaggi ad libitum, meno comuni.